# Badharghat
Badharghat è una suddivisione dell'India, classificata come census town, di 47.660 abitanti, situata nel distretto del Tripura Occidentale, nello stato federato del Tripura. In base al numero di abitanti la città rientra nella classe III (da 20.000 a 49.999 persone).

## Società

### Evoluzione demografica
Al censimento del 2001 la popolazione di Badharghat assommava a 47.660 persone, delle quali 24.180 maschi e 23.480 femmine. I bambini di età inferiore o uguale ai sei anni assommavano a 4.396, dei quali 2.249 maschi e 2.147 femmine. Infine, coloro che erano in grado di saper almeno leggere e scrivere erano 38.228, dei quali 20.349 maschi e 17.879 femmine.